# Fallwind

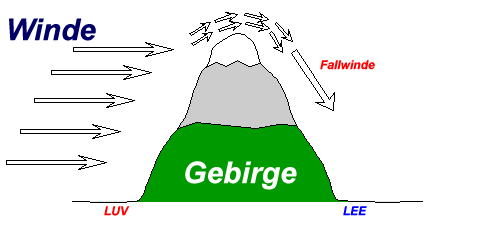
Fallwinde

Wird eine Luftmasse zum Überströmen eines Gebirges gezwungen, so treten in der Regel auf der Leeseite des Gebirges Fallwinde auf. Sie lassen sich in zwei Typen unterteilen:
- warme Fallwinde: Föhn, Chinook, Puelche, Santa-Ana-Winde, Suchowej, Zonda
- kalte (katabatische) Fallwinde: Bora, Chanduy, Gletscherwind, Böhmwind, Mistral, Tramontana, Elvegust, Piteraq

Auch Downbursts werden umgangssprachlich öfter als Fallwind bezeichnet.